# Hemichloridia
Hemichloridia là một chi bướm đêm thuộc họ Erebidae.